# Giorgi Iwanowitsch Masniaschwili

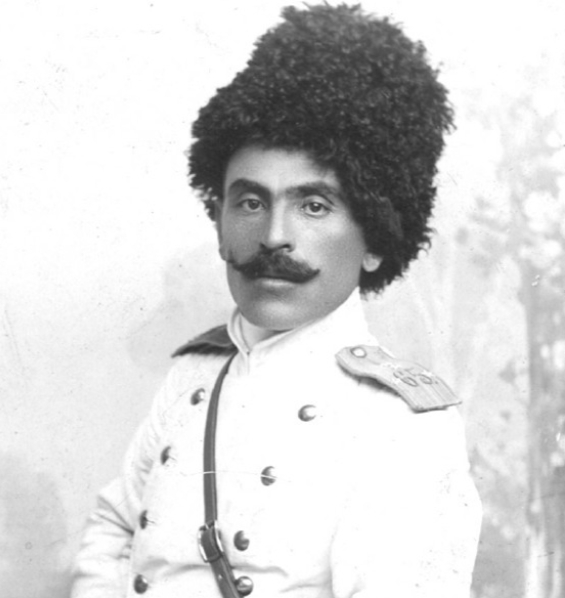
Giorgi Iwanowitsch Masniaschwili

Giorgi Iwanowitsch Masniaschwili (georgisch გიორგი ივანეს ძე მაზნიაშვილი; russisch: Гео́ргий Иванович Мазниашви́ли; * 6. April 1870 im Dorf Sasireti, Munizipalität Kaspi, Gouvernement Tiflis, Russisches Kaiserreich; † 16. Dezember 1937) war ein georgischer General, Oberstleutnant der Kaiserlichen Russischen Armee und eine der prominentesten militärischen Persönlichkeiten der Demokratischen Republik Georgien (1918–1921).

## Biographie
Seine militärische Ausbildung erwarb Masniaschwili in Russland. Er nahm am Russisch-Japanischen Krieg teil und zeichnete sich durch die Standhaftigkeit aus. Hier zog er sich schwere Verletzungen zu und wurde in ein Lazarett eingeliefert, wo die Töchter des letzten russischen Kaisers Nikolaus II. sich um ihn kümmerten. Dort stattete ihm Nikolaus II. einen Besuch ab und überreichte Masniaschwili höchstpersönlich den Orden des Heiligen Georg.
Während des Ersten Weltkrieges kämpfte Masniaschwili an der Westfront und wurde bei Warschau verwundet. Nach der Februarrevolution 1917 kehrte er nach Georgien zurück und organisierte die 2. georgische Division, um Tiflis vor dem chaotischen Rückzug der aufgelösten zaristischen Einheiten zu schützen.
Auf Grundlage des Friedensvertrags von Brest-Litowsk im April 1918 besetzten osmanische Truppen die Stadt Batumi, von wo aus sie ihren Vormarsch in Richtung Osten ins Landesinnere Georgiens fortsetzten, bis die Einheiten von Masniaschwili diese am Fluss Tscholoki nahe der Provinz Osurgeti zurückschlugen.
Im Juni 1918 wurde Masniaschwili zum Generalgouverneur von Abchasien ernannt. Hier beteiligte er sich an der Niederschlagung des bolschewistischen Widerstands. Im selben Monat befehligte er zwei aus insgesamt 500 Soldaten bestehende georgische Batterien im sogenannten Konflikt von Sotschi gegen die Armee des Weißen Generals Anton Denikin, dem Befehlshaber der bewaffneten Kräfte des Süden Russlands.
Im Oktober 1918 wurde Masniaschwili zum Generalgouverneur des Kreisgebiets Tiflis berufen. Nur einen Monat später wurde er Oberbefehlshaber georgischer Truppen im Krieg gegen Armenien. Seine Einheiten setzten sich dabei erfolgreich gegen die vorrückende Armee von Drastamat Kanajan (General Dro) im Süden Georgiens zu Wehr. 1919 wurden Masniaschwili die Provinzen Achalziche und Achalkalaki zur Verwaltung anvertraut. Im Oktober 1920 rückte er wenige Monate vor der Auflösung der Demokratischen Republik Georgien (DRG) durch die Sowjets zum Garnisonschef von Tiflis auf.
Nach der Etablierung der Sowjetmacht in Georgien diente Masniaschwili ab April 1921 als Divisionskommandeur in der Roten Armee und wenige Monate später als Inspekteur der Infanterie.
Im Jahr 1923 wurde Masniaschwili zusammen mit den Mitgliedern des sogenannten „Kriegszentrums“, das aus den ehemaligen Militärangehörigen der DRG bestand, wegen der angeblichen Organisation des antisowjetischen Aufstands zum Tode durch Erschießen verurteilt. Doch zwei Jahre später wurde er aus der Todeszelle entlassen und emigrierte anschließend in den Iran. Von dort aus ging er nach Frankreich ins Exil und lebte einige Jahre in Paris. Nach langen Verhandlungen mit den Sowjetoffiziellen durfte Masniaschwili schließlich wieder nach Georgien zurückkehren. Allerdings waren die letzten Jahre seines Lebens von Armut, Ungerechtigkeit und Repressalien geprägt. Ihm wurden die Arbeitserlaubnis und Rente verwehrt. Am Ende zog er in seinen Geburtsort Sasireti und lebte hier hauptsächlich vom Ackerbau.
Im Zenit der stalinistischen Säuberungen wurde Masniaschwili 1937 zusammen mit seinem Sohn festgenommen und ohne ein gerichtliches Verfahren erschossen. Verbleib seiner Grabstätte ist bis heute nicht bekannt.